# Kalendersteuerelement
Ein Kalendersteuerelement, fachsprachlich englisch auch Datepicker (für „Datumswähler“), ist ein kombiniertes Steuerelement grafischer Benutzeroberflächen. Es dient zur  vereinfachten Eingabe, Auswahl bzw. Anzeige eines Kalenderdatums.
Ein Kalendersteuerelement ist die Kombination aus einem speziellen Textfeld und einem Kalender, der je nach GUI-Toolkit ständig sichtbar oder als Dropdown/Pop-up eingeblendet werden kann. Letzteres verhält sich wie eine Dropdown-Liste, enthält dabei aber einen Kalender. Das Datum lässt sich also sowohl durch Eingabe im Textfeld als auch durch Auswählen eines bestimmten Tages im Kalender einstellen. In vielen Implementierungen kann das zur Benutzereingabe vorgesehene Datumsformat von Entwicklern an regionale Gegebenheiten angepasst werden (Lokalisierung). Neben der Auswahl eines einzelnen Datums bieten manche Implementierungen auch die Möglichkeit, einen zusammenhängenden Zeitraum (z. B. eine Woche) auszuwählen.
Der Name Datepicker leitet sich davon ab, dass ein bestimmtes Datum mit der Maus im Kalender „herausgepickt“ (englisch: to pick) werden kann. Ein entsprechendes Steuerelement für die Auswahl einer Uhrzeit heißt Timepicker. Unter Mobile Apps mit Touchscreen-Steuerung werden Timepicker oft als Analoguhr dargestellt. Der Stunden- und Minutenzeiger kann dort per Finger auf den gewünschten Wert eingestellt werden. Wie bei einem Datepicker kann in der Regel auch bei einem Timepicker das Eingabeformat lokalisiert werden (z. B. 24-Stunden-Zählung oder 2-mal-12-Stunden-Zählung).
In manchen Frameworks werden Date- und Timepicker zu einem gemeinsamen Steuerelement zusammengefasst.

## Terminkalender

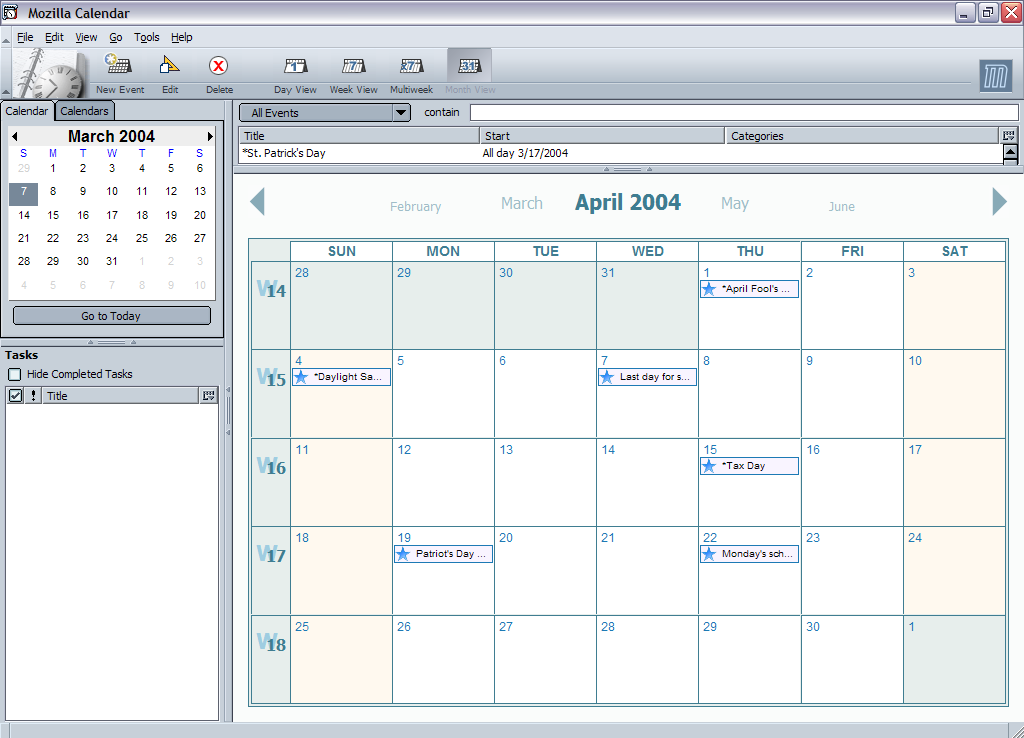
Mozilla Calendar unter Windows XP

Neben Steuerelementen zur schlichten Auswahl eines Datums oder einer Uhrzeit existieren auch Steuerelemente, die einem klassischen Terminkalender ähneln und dazu dienen, Ereignisse übersichtlich in einer tabellarischen Form (vgl. Rasteransicht) anzuzeigen. Sie werden v. a. in Personal Information Managern (PIM) wie z. B. Microsoft Outlook oder Mozilla Sunbird und in Projektmanagement-Software wie z. B. Microsoft Project zur Verwaltung von Terminen und Ressourcen eingesetzt. Oft kann die Granularität des angezeigten Zeitraums angepasst werden (Tages-, Wochen- oder Monatsansicht).